# Partizan Srbija/Saison 2010
Dieser Artikel listet Erfolge und Mannschaft des Radsportteams Partizan Srbija in der Saison 2010 auf.

## Erfolge in der Continental Tour
| Datum    | Rennen                                     | Kat. | Fahrer         |
| -------- | ------------------------------------------ | ---- | -------------- |
| 1. Mai   | Mayor Cup                                  | 1.2  | Žolt Der       |
| 3. Mai   | Grand Prix of Moscow                       | 1.2  | Esad Hasanović |
| 14. Juni | 1. Etappe Serbien-Rundfahrt                | 2.2  | Esad Hasanović |
| 25. Juni | Serbische Meisterschaft – Einzelzeitfahren | NC   | Esad Hasanović |
| 27. Juni | Serbische Meisterschaft – Straßenrennen    | NC   | Žolt Der       |

## Mannschaft
| Name                 | Geburtstag        | Nationalität | Team 2009                  |
| -------------------- | ----------------- | ------------ | -------------------------- |
| Svetislav Blagojević | 23. Januar 1991   | Serbien      | Neoprofi                   |
| Žolt Der             | 25. März 1983     | Serbien      | Centri della Calzatura     |
| Esad Hasanović       | 24. Januar 1985   | Serbien      | Centri della Calzatura     |
| Nikola Kozomara      | 16. Dezember 1991 | Serbien      | Neoprofi                   |
| Predrag Prokić       | 2. November 1982  | Serbien      | Željeznicar MBN-Car Simeon |
| Ivan Radić           | 5. Juli 1985      | Serbien      | Neoprofi                   |
| Jauhen Sobal         | 7. April 1981     | Belarus      | Centri della Calzatura     |
| Nikola Stefanović    | 18. August 1991   | Serbien      | Neoprofi                   |
| Ivan Stević          | 12. März 1980     | Serbien      | Partizan Beograd           |
| Jovan Zekavica       | 20. Januar 1991   | Serbien      | Neoprofi                   |